# Bal folk
 (novembre 2010).
Si vous disposez d'ouvrages ou d'articles de référence ou si vous connaissez des sites web de qualité traitant du thème abordé ici, merci de compléter l'article en donnant les références utiles à sa vérifiabilité et en les liant à la section « Notes et références ».

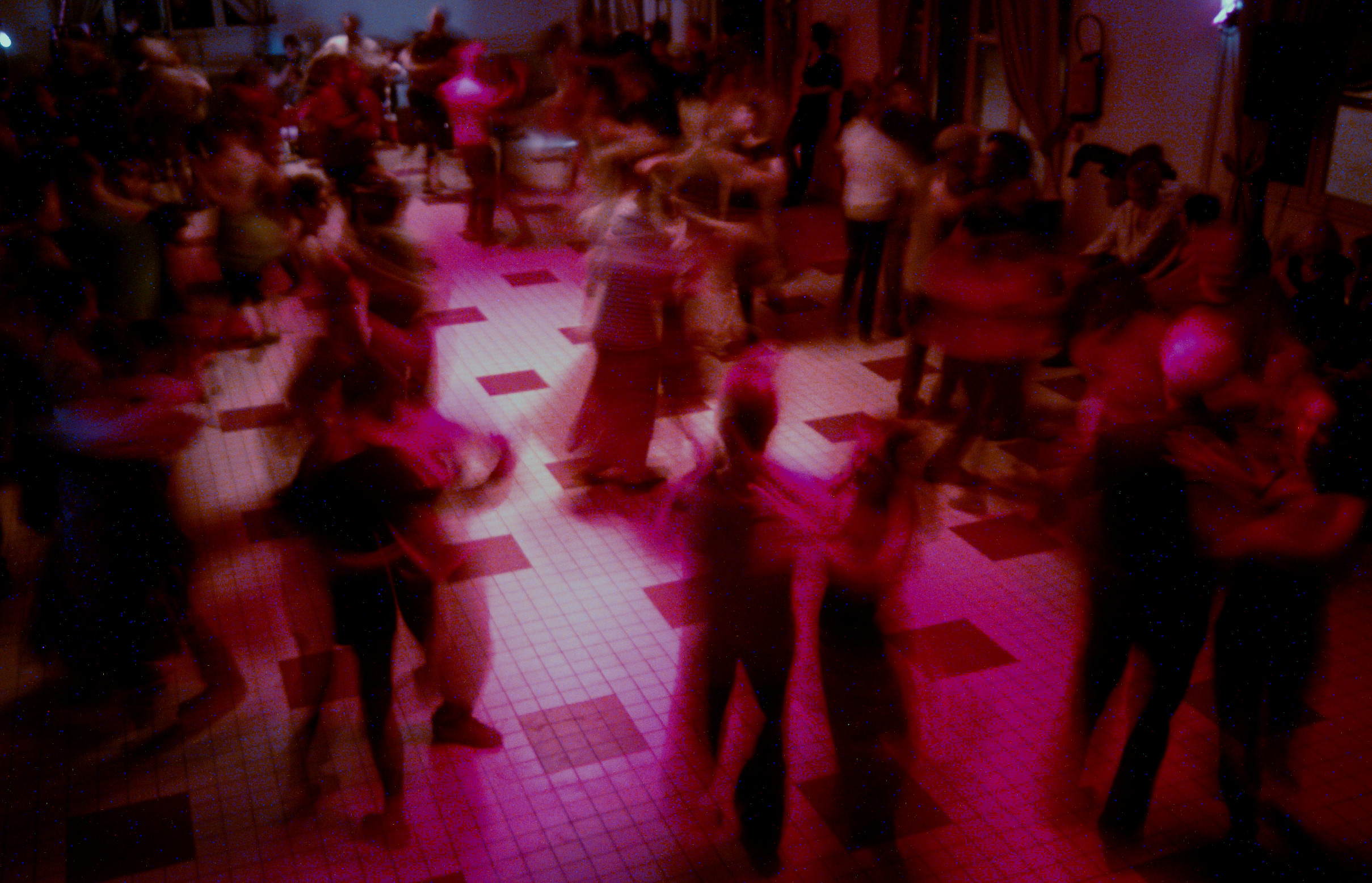
Bal Folk à Avignon en décembre 2015

Un bal folk ou bal trad est une forme de bal où sont dansées des danses populaires dites folk ou trad mêlant danses de couple, mixers modernes d'Europe, et danses régionales issues de collectages.
Les bals folks sont apparus dans les années 1970, dans la mouvance sociale d'après mai 68. Les danses sont transmises et parfois recréées par des musiciens ou danseurs dit collecteurs.
En France, le premier événement nommé « Bal Folk » a été organisé en 1973 avec les groupes Grand mamou Folk, Catherine Perrier et John Wright et Phil Fromont à l'ENSEA de Clichy,. Les groupes de musique trad et folk perpétuent, réinterprètent ou réinventent pour les danseurs les danses populaires, traditionnelles, de salon, de la cour ainsi que d'autres provenances.

## Description

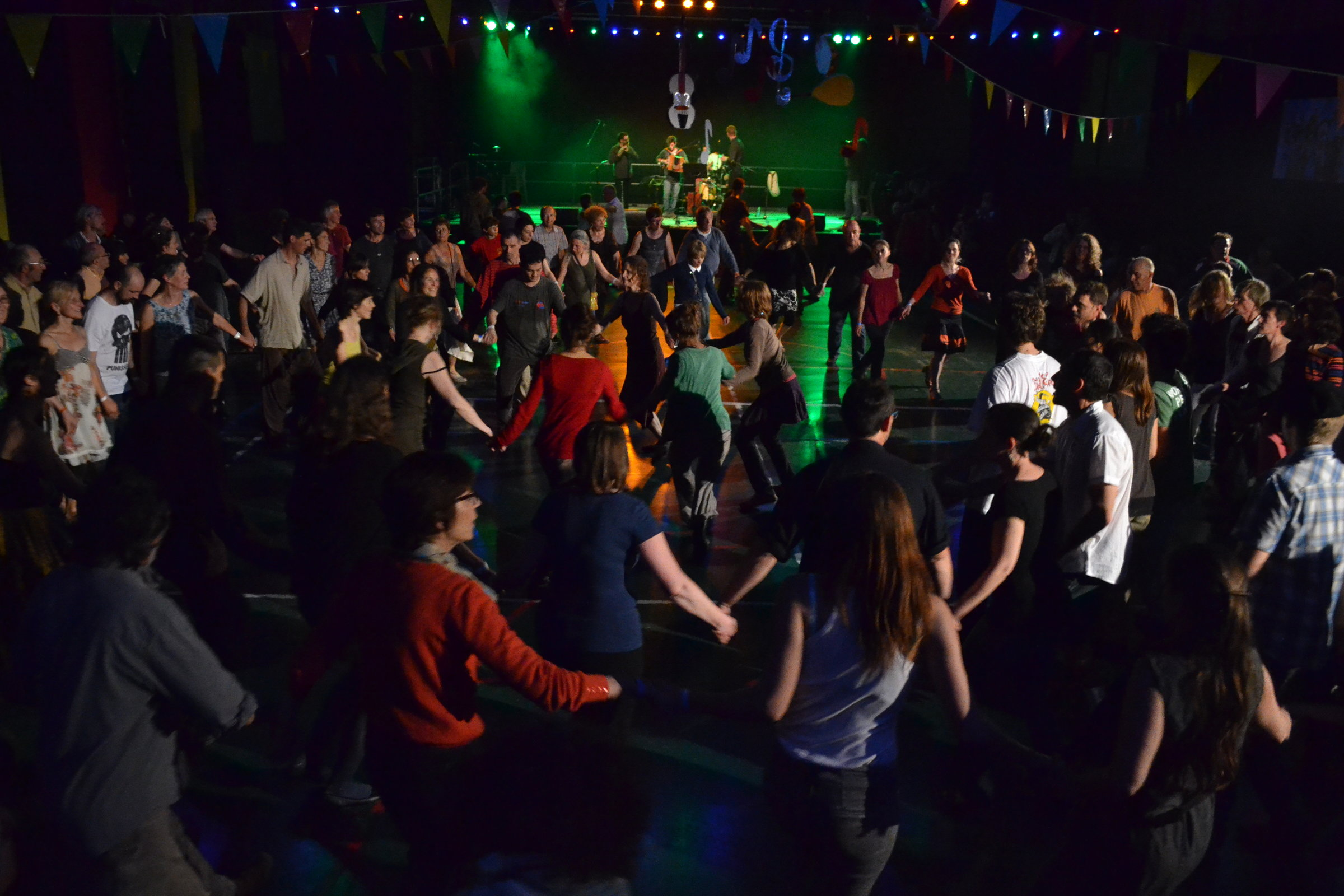
Bal folk à Auch en 2016

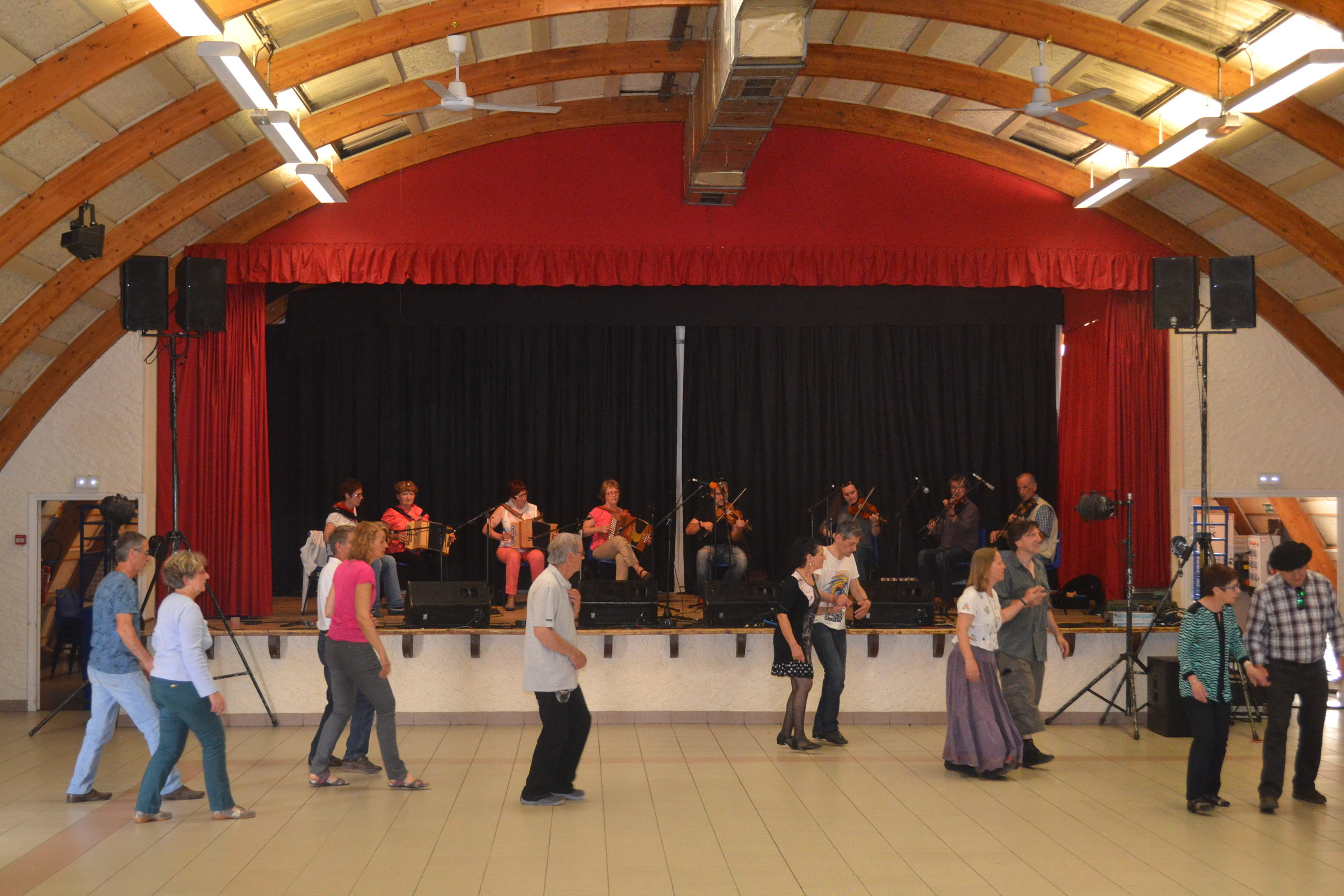
Bal folk au Passage d'Agen en 2016.

Un bal folk est un événement où musiciens et danseurs évoluent autour de musiques et danses d’origine ou d'inspiration traditionnelle, c'est-à-dire du folklore. Les danseurs évoluent sans spectacle ni costume folklorique, sur des musiques arrangées et revitalisées selon des influences diverses. L'ambiance est propice à la rencontre et à la convivialité,.
Un bal trad propose plutôt un répertoire de danses propre à la région dans laquelle il se déroule. On peut alors parler de bals auvergnats, berrichons, morvandiaux ou poitevins...Souvent l'instrumentarium des groupes fait en partie référence aux pratiques instrumentales fixées à la fin du XIXème siècle sur le territoire: couple vielle-cornemuse du centre...
Les musiques peuvent être d'origines traditionnelles, ou composées de toutes pièces pour la danse. Les instruments joués peuvent aussi bien êtres spécifiques à la tradition (violon, accordéon diatonique, cornemuse, vielle à roue, flûtes, etc.) que modernes ou classiques (guitare électrique, guitare folk, guitare basse, batterie, cuivres, électronique…).
Les danses proviennent de différentes régions et milieux français (Bretagne, Auvergne, Gascogne, Poitou, Alsace ...) et de divers pays d’Europe (Irlande, Italie du Nord et du Sud, Pays basque, Catalogne, Suède…), parfois au-delà (États-Unis, Québec, pays de l'Est...)[réf. souhaitée]. Les formes en sont variées : en couple, en ronde, en chaîne, en cortège, en lignes, en quadrette...[réf. souhaitée]. Elles peuvent aussi bien être issues de la tradition paysanne (branle), parfois modernisée (rondeau) qu'être absolument modernes (danse de couple, cercle circassien) et sont le plus souvent transmises de façon orale, lors de stages ponctuels ou d'ateliers réguliers.
Exemples de danse : 
- danses de couple apparues aux bals populaires de Paris au XIXe siècle : polka, valse, mazurka, scottish… ;
- bourrées à 3 temps: Auvergne ; Limousin; Morvan; Berry;
- bourrées à 2 temps: Berry; Bourbonnais; Nivernais;
- danses collectives : branles, ronds d'Argenton, moutonnières, sauteuses, contredanses, boulangère ;
- mixers : cercle circassien, chapelloise… ;
- sauts basco-béarnais (mutxiko en basque) : Les sept sauts, Marianne, Dus, Charmentine, Le Crabe… ;
- danses du Pays Basque : fandango, carnaval de Lanz, axuri beltza… ;
- danses picto-vendéennes : la marchoise, la maraîchine, l'avant-deux, ronds et demi-ronds de l'île d'Yeu, Branle et ronde de Noirmoutier…
- danses gasconnes : rondeau, Congo ;
- danses bretonnes : rond de Saint-Vincent, an-dro, hanter-dro, gavotte… ;
- danses des Flandres : de vleegerd, miekestout, la pieternelle, schomelwals, de horlepiep… ;
- danses de Wallonie : maclote, anglesse, passe-pied…
- Polskas et autres danses de Suède ;
- danses recrées à partir d'éléments traditionnels: bal limousine, Valses impaires.

Aujourd'hui, des bals folk sont organisés régulièrement par des associations folk partout en France, en Suisse, en Belgique, en Italie ainsi que dans de nombreux pays non francophones ; ou prennent place lors de rencontres et festivals de danse ou musique folk ou parfois musiques dites « celtiques ».

## Auvergne
Les bals auvergnats sont aujourd'hui encore très populaires si l'on en croit les agendas de bals folk. Y sont dansées des bourrées auvergnates bien sûr, mais également des polkas, scottish et mazurkas. Les instruments traditionnels accompagnent les danseurs: vielles à roue, accordéons, cabrettes, cornemuses, violons et harmonicas.

## Bretagne
En Bretagne, il existe différentes types de bals : le fest-noz, où l'on danse surtout les danses traditionnelles bretonnes et le bal folk ou bal trad où l'on danse à la fois des danses bretonnes et des danses venues d'autres régions de France ou d'autres pays. En 2012, le fest-noz est inscrit sur la Liste représentative du patrimoine culturel immatériel de l'humanité par l'UNESCO.

### Description de la pratique
Les bals bretons, ou festoù-noz sont encore aujourd'hui très populaires en Bretagne : on recense 1 130 fest-noz entre octobre 2018 et septembre 2019. On y danse principalement des danses issues du répertoire traditionnel breton, parfois territorialisé en fonction des danses locales (des danses plinn dans le Trégor, des danses an-dro dans le pays vannetais, des gavottes, ou dañs tro dans le Centre-Bretagne, des Avant-Deux en Haute-Bretagne). Néanmoins, lors de grands festoù-noz, les danses peuvent venir des quatre coins de la Bretagne, voire d'ailleurs. On y trouve également des danses issues du répertoire plus moderne de la guinguette ou des danses de salon, comme la valse, scottisch, polka, ou mazurka, avec parfois un style bien particulier aux bals bretons.
En Bretagne, ce qu'on appelle « bal folk » est un bal populaire, donc trad/folk, composé de danses non bretonnes, principalement des cercles circassiens, bourrées deux temps, maraîchines et danses en couple (scottisch, polka, valse, mazurka). Les « bals folks » commencent à se développer en Bretagne avec des associations de jeunes qui les organisent.

## Nouvelle-Aquitaine
La pratique du bal traditionnel est très répandue en région Nouvelle-Aquitaine et fait partie de sa culture du Sud-Ouest. Dans ces bals sont souvent dansées des danses traditionnelles. La pratique est même répertoriée à l'Inventaire du patrimoine culturel immatériel en France.

### Historique
Dès les années 1975-1980, on ressent en Aquitaine comme dans d’autres régions françaises le besoin de revenir à la tradition, et notamment de redonner de l’intérêt aux danses et musiques locales. C’est ainsi que la demande de bals traditionnels se fit de plus en plus forte jusque dans les années 1990, où l’émulation retomba quelque peu. Malgré tout la pratique n’a pas disparu est connaît même un nouveau regain d’intérêt de la population aquitaine. 

### Description de la pratique
Selon des données de 2009, on comptabilise environ 200 bals occitans par an en Aquitaine, ce qui démontre largement l’importance de cette pratique et l’engouement qu’elle suscite. Les bals sont souvent organisés par les étudiants, notamment dans la région bordelaise, mais aussi par les associations, avec des ambitions diverses. Ces bals très appréciés de la population offrent une occasion de revoir des danses régionales occitanes comme les danses gasconnes, béarnaises, périgourdines. Toute la population peut participer, la compétence chorégraphique n‘étant évidemment pas exigée pour permettre l’accès à tous, bien que certains offrent de véritables démonstrations chorégraphiques. Enfin, les bals permettent à la population de se rencontrer et de se mélanger. En effet, on y retrouve des danseurs d’aires géographiques différentes mais aussi de niveau social différent.

### Sources
- Base de données de l’Office Régional de Tourisme Aquitaine
- Yvon Guilcher, La danse traditionnelle en France. D'une ancienne civilisation paysanne à un loisir revivaliste, Paris, Librairie de la danse, édition FAMDT, 1998.
- Jean-Michel Guilcher, Danse traditionnelle et anciens milieux ruraux français, Paris, L’Harmattan, 2009.
- Karsten Evers et Ulrike Frydrych: Französische Volkstänze, Band 1 bis 3, Hildesheim et Eiterfeld, 1982, 1983 und 1987. Descriptions des danses (en allemand), notes et audios. Download